# Jaroslav von Rilke
Jaroslav Rilke, plným jménem a titulem Jaroslav rytíř Rilke z Rülikenu (německy Jaroslaus Ritter Rilke von Rüliken), psaný též staročesky Jaroslaw a křtěný Jarislaus Alois (29. března 1833 Svébořice – 12. prosince 1892 Praha), byl rakouský a český notář, advokát a politik německé národnosti, v letech 1876 až 1892 poslanec Českého zemského sněmu, roku 1873 nobilitovaný do rytířského stavu. Strýc Rainera Maria Rilkeho.

## Biografie
Jeho otec Johann Rilke byl panským úředníkem. Jaroslav vystudoval v Praze gymnázium a pak práva na Karlo-Ferdinandově univerzitě v Praze. Státní zkoušku složil v roce 1855 a nastoupil k pražskému zemskému soudu coby praktikant. Po několika letech nastoupil do advokacie jako koncipient v advokátní kanceláři Aloise Pražáka v Brně. V roce 1857 získal titul doktora práv. Roku 1859 složil advokátské zkoušky. Roku 1860 byl jmenován notářem v Sedlicích, odkud roku 1863 přešel do Prahy. Byl zakladatelem a prvním prezidentem českého notářského spolku. Roku 1872 se zasloužil o pořádání sjezdu notářů z celého Rakouska, konaného v Praze. V prosinci 1872 získal od císaře za své veřejné a profesní zásluhy Řád železné koruny. Po reformě notářské profese se Rilke v roce 1873 stal prezidentem Notářské komory v Praze.
V roce 1878 opustil notářské povolání a nadále profesně působil jako zemský advokát. Kancelář měl v Praze, poblíž Prašné brány. 19. června 1873 ho císař povýšil do šlechtického stavu s titulem rytíř Rilke z Rülikenu (německy Ritter Rilke von Rüliken).
V 70. letech 19. století se zapojil i do zemské politiky. V doplňovacích volbách v březnu roku 1876 byl zvolen na Český zemský sněm za městskou kurii (obvod Rokytnice – Jilemnice). Mandát obhájil v řádných volbách v roce 1878. Opětovně zde byl zvolen i ve volbách v roce 1883 a volbách v roce 1889. Uvádí se jako německý liberál (takzvaná Ústavní strana, liberálně a centralisticky orientovaná platforma, odmítající autonomistické aspirace neněmeckých národností). Na sněmu byl členem četných komisí, zejména komise pro Hypoteční banku a komise pro obecní a okresní záležitosti. Na mandát zemského poslance rezignoval roku 1891 ze zdravotních důvodů.
Zastával i funkci prezidenta správní rady na Ústecko-teplické dráze, členem kuratoria České spořitelny a dalších podniků. Měl zásluhy o vznik německého dívčího lycea v Praze a byl aktivní v německém divadelním spolku v Praze. V roce 1887 ho rodná obec Svébořice jmenovala čestným občanem. Čestné občanství mu udělila i Rokytnice.
V roce 1862 se oženil s Malvine von Schlosser (dcerou politika Karla Schlossera). Zemřel v prosinci 1892. Tím zanikl i rytířský titul a přídomek "von Rüliken", neboť oba jeho synové zemřeli v mládí. Nobilitace se totiž nevztahovala na jeho mladšího bratra Josefa (1839–1906) a tím pádem ani jeho syna, známého básníka Rainera Maria Rilkeho. Svého synovce však finančně i jinak během studií podporoval.